# Spilarctia albicornis
Spilarctia albicornis là một loài bướm đêm thuộc phân họ Arctiinae, họ Erebidae.